# Šávoľ
Šávoľ este o comună slovacă, aflată în districtul Lučenec din regiunea Banská Bystrica. Localitatea se află la altitudinea de 198 m deasupra n.m., se întinde pe o suprafață de 10,86 km2 și în 2017 număra 540 de locuitori.

## Istoric
Localitatea Šávoľ este atestată documentar din 1384.

## Demografie
| An:                | 1994 | 2004   | 2014   | 2024   |
| ------------------ | ---- | ------ | ------ | ------ |
| Număr de persoane: | 554  | 582    | 561    | 596    |
| Diferență:         |      | +5,05% | −3,60% | +6,23% |

| An:                | 2023 | 2024   |
| ------------------ | ---- | ------ |
| Număr de persoane: | 592  | 596    |
| Diferență:         |      | +0,67% |